# West Monroe (Luisiana)
West Monroe es una ciudad ubicada en la parroquia de Ouachita en el estado estadounidense de Luisiana. En el Censo de 2010 tenía una población de 13.065 habitantes y una densidad poblacional de 612,78 personas por km².

## Geografía
West Monroe se encuentra ubicada en las coordenadas 32°30′44″N 92°9′4″O / 32.51222, -92.15111. Según la Oficina del Censo de los Estados Unidos, West Monroe tiene una superficie total de 21.32 km², de la cual 20.57 km² corresponden a tierra firme y (3.51%) 0.75 km² es agua.

## Demografía
Según el censo de 2010, había 13065 personas residiendo en West Monroe. La densidad de población era de 612,78 hab./km². De los 13065 habitantes, West Monroe estaba compuesto por el 61.92% blancos, el 33.57% eran afroamericanos, el 0.35% eran amerindios, el 0.8% eran asiáticos, el 0.04% eran isleños del Pacífico, el 1.75% eran de otras razas y el 1.57% pertenecían a dos o más razas. Del total de la población el 3.5% eran hispanos o latinos de cualquier raza.